# Mörnsheim
Mörnsheim település Németországban, azon belül Bajorországban. Lakosainak száma 1603 fő (2023. december 31.). Mörnsheim Wellheim, Rennertshofen, Tagmersheim, Rögling, Monheim, Langenaltheim, Solnhofen, Schernfeld és Dollnstein községekkel határos.

## Népesség
| Lakosok száma | 565  | 1094 | 1862 | 1529 | 1519 | 1537 | 1519 | 1537 | 1591 | 1603 |
|               | 1875 | 1950 | 1970 | 2011 | 2013 | 2014 | 2016 | 2019 | 2021 | 2023 |